# Tobias Hollmann
Tobias Hollmann (* 19. Juni 1989 in Heilbronn) ist ein deutscher Filmproduzent.

## Leben
Tobias Hollmann absolvierte nach dem Abitur ein Studium an der Technischen Hochschule Deggendorf im Studienfach Elektro- und Medientechnik. Im Jahr 2012 begann Hollmann ein weiteres Studium an der Filmakademie Baden-Württemberg im Studienfach Produktion mit dem Schwerpunkt International Producing.
Während des Studiums produzierte er unter anderem die Komödie „A Veteran’s Destiny“, welche die erstmalige internationale Koproduktion zwischen der Filmakademie Baden-Württemberg und der Sam Spiegel Film and Television School Jerusalem war. 2016 erhielt Hollmann das Hollywood Stipendium der Verwertungsgesellschaft für Nutzungsrechte an Filmwerken  und nahm somit am Hollywood Workshop an der UCLA in Los Angeles teil.
Hollmann erhielt 2011 und 2016 das Deutschlandstipendium sowie 2014 ein Stipendium von der Verwertungsgesellschaft der Film- und Fernsehproduzenten für hervorragende Studienleistungen.
Sein Abschlussfilm Club Europa, von Regisseurin Franziska M. Hoenisch in Koproduktion mit dem ZDF Das kleine Fernsehspiel, gewann 2017 in Saarbrücken den Filmfestival Max Ophüls Preis in der Kategorie: gesellschaftlich relevanter Film. Dieser Preis wird von der Bundeszentrale für politische Bildung und Deutschlandfunk Kultur gestiftet. Es folgten weitere Preise auf internationalen Filmfestivals sowie eine persönliche Nominierung beim Studio Hamburg Nachwuchspreis für den besten Film. Am 27. Juli 2017 wurde der Film im ZDF ausgestrahlt.
Seit 2017 arbeitet Tobias Hollmann als Produzent bei MackNext unter Michael Mack.
Die Dreharbeiten für seinen ersten Kinofilm Takeover – voll vertauscht begannen im Mai 2019 in Koproduktion mit Pantaleon Films und Warner Bros. Entertainment. Dabei handelt es sich um den ersten Kinofilm, der beinahe vollständig im Europa-Park gedreht wurde.
Deutscher Kinostart war ursprünglich für den 9. April 2020 geplant, musste dann jedoch aufgrund der COVID-19-Pandemie auf den 2. Juli 2020 verschoben werden.

## Filmografie (Auswahl)
- 2019: Takeover – Voll Vertauscht (Produzent), Kinofilm
- 2018: Zusammen – Die Fantastischen Vier feat. Clueso (Produzent), Musikvideo
- 2018: Mosaik – Andrea Berg (Produzent) Musikvideo
- 2017: Pandora (Produzent), Kurzfilm
- 2017: Die Geheimnisse des Adventure Club (Produzent), Kurzfilm
- 2016: Club Europa (Produzent), Spielfilm
- 2016: A Veteran’s Destiny (Produzent), Kurzfilm
- 2014: Nach der Wahrheit (Produzent), Mittellanger Spielfilm
- 2014: The quick guide how to get famous in five minutes, how to get somewhere sometimes (Produzent), Kurzfilm

## Auszeichnungen (Auswahl)
- 2019: Deutschen Preis für Onlinekommunikation, 2. Platz Kategorie “Touristik & Entertainment” für „Superstar“
- 2018: Shocking Shorts AwardShocking Short Finale, Nominierung für Pandora
- 2018: Atlanta Shortsfest, Best Action Short für Pandora
- 2017: Filmfestival Max-Ophüls-Preis, gesellschaftlich relevanter Film für Club Europa
- 2017: Achtung Berlin, Ex Berliner Award für Club Europa
- 2017: Studio Hamburg Nachwuchspreis, Nominierung Bester Film/ Produktion für Club Europa
- 2017: Filmfestival Max-Ophüls-Preis, Nominiert für A Veteran's Destiny
- 2016: VIFF Vienna Independent Film FestivalWien VIFF Vienna Independent Film Festival, Best Short Film & Best Art Direction für Nach der Wahrheit
- 2016: Dekalog-Filmpreis der Guardini Stiftung, Berlin für Nach der Wahrheit
- 2015: Sehsüchte Internationales Studentenfilmfestival, Nominierung Produzentenpreis für Nach der Wahrheit
- 2015: FiSH Rostock, Silberne Medaille für The quick guide how to get famous in five minutes, how to get somewhere sometimes
- 2015: OpenEyes Filmfestival, 3. Platz für The quick guide how to get famous in five minutes, how to get somewhere sometimes
- 2015: YUOKI - Int. Youth Media Festival, Innovative Film Award für The quick guide how to get famous in five minutes, how to get somewhere sometimes